# Abraham Gorlaeus
Abraham Gorlaeus , né en 1549 à Anvers et mort le 11 octobre 1608 à Delft, est un érudit et antiquaire collectionneur flamand.

## Biographie
Abraham Gorlaeus, dont le nom belge était de Goorle, naquit à Anvers en 1549. On a prétendu qu’il n’avait jamais appris le latin. Peiresc avait accrédité cette opinion ; mais c’est une erreur, puisque Swert dit que Gorlæus était son compagnon d’études et le camarade d’école d’André Schott. Il se peut cependant que les études de Gorlæus n’aient pas été fortes, et qu’il entendît mieux le latin des ouvrages sur les antiquités que celui des anciens auteurs. Il a prouvé au moins une connaissance profonde de la science qu’il cultivait. En effet il se rendit célèbre par son goût pour les monuments. Il recherchait surtout les anneaux et les pierres gravées ; et il en forma une ample collection, qu’il publia sous ce titre : Dactyliotheca seu annulorum sigillorumque e ferro, ære, argento atque auro promptuarium, enrichie d’une préface de Vorstius, Nuremberg, 1600, in-4°. La 2e partie de l’ouvrage a pour titre Variarum gemmarum, quibus antiquitas in signando uti solita, scalpturæ. La meilleure édition est celle de 1695, en ce qu’elle est accompagnée de courtes et doctes explications par Gronovius. On pense assez généralement que la préface de cet ouvrage est d’Aelius-Everhard Vorst. Il en a paru en 1778 une édition française ; mais comme elle a été faite avec les planches de l’ancienne, qui ont été retouchées, il est évident que celle-ci est préférable. Gorlæus a aussi publié en 1664, sous le titre de Thesaurus numismatum, in-fol., un recueil de médailles, dans le nombre desquelles Scaliger lui reproche d’en avoir donné beaucoup de suspectes. Gorlæus s’était fixé à Delft, où il paraît, d’après son propre témoignage, qu’on lui confia des charges et des emplois qui absorbaient une grande partie de son temps ; mais on ignore quels étaient ces emplois, et pourquoi il quitta la Belgique et alla s’établir en Hollande. où il mourut à Delft en 1609. Son portrait, très-bien gravé en 1601 par D.G. Heyn, se voit en tête de la première édition de la Dactyliothèque ; il avait alors cinquante-deux ans. Il est représenté devant une table couverte de médailles, de camées et d’anneaux. Il était naturel que ce célèbre antiquaire reçût aussi les honneurs d’une médaille. Le coin a été gravé par H. de Kayser ; elle représente son buste avec ces mots : A.D. GOORLE, æt. 43. Virtus nobilitat ; c’était sa devise. Au revers, sont l’Honneur et la Vertu, figurés comme sur les médailles de Galba ; on y lit : Honos et Virtus, anno 1599. Ses héritiers vendirent son cabinet au roi Jacques, qui en fit l’acquisition pour l’amusement de son fils le prince de Galles.